# Дзумаля
Дзума̀ля (на италиански: Zumaglia; на пиемонтски: Zumaja, Дзумая) е село и община в Северна Италия, провинция Биела, регион Пиемонт. Разположено е на 580 m надморска височина. Населението на общината е 1090 души (към 2015 г.).